# Sistema de Información de Patrimonio Cultural Aragonés
El Sistema de Información del Patrimonio Cultural Aragonés, conocido por su acrónimo SIPCA, es un servicio en línea de información sobre el patrimonio cultural de la comunidad autónoma de Aragón, en España. Promovido por el Gobierno de Aragón, cuenta con una base de datos con diversos tipos de bienes culturales dados de alta en el Censo General del Patrimonio Cultural de Aragón, en actualización continua. También dispone de un servicio de consulta de archivos y documentos de la región, conocida como DARA (Documentos y Archivos de Aragón), entre otras herramientas. En él participan diversos organismos, además del citado gobierno autonómico también están involucradas las diputaciones provinciales de Huesca, Teruel y Zaragoza y una serie de comarcas.